# Monument à l'insurrection d'Ilinden
Le monument à l'insurrection d'Ilinden (autrefois connu sous le nom de Makedonium) est un monument situé à Kruševo, en Macédoine du Nord. Il a été inauguré le 2 août 1974, à l'occasion du trentième anniversaire de la première session de l'ASNOM et du soixante-et-onzième anniversaire du début de l'insurrection d'Ilinden. Le monument a été dessiné par Jordan et Iskra Grabulovski. Il célèbre la lutte nationaliste macédonienne et l'éternel désir du peuple macédonien de la liberté et d'un État indépendant.
Le complexe s'étend sur 12 hectares et il est entouré de chaînes brisées. Au centre se trouve le dôme et la crypte, ornés de mosaïques et de vitraux. Dans le dôme se trouvent notamment une flamme éternelle et le tombeau de Nikola Karev, chef de l'insurrection et de l'éphémère république de Kruševo.

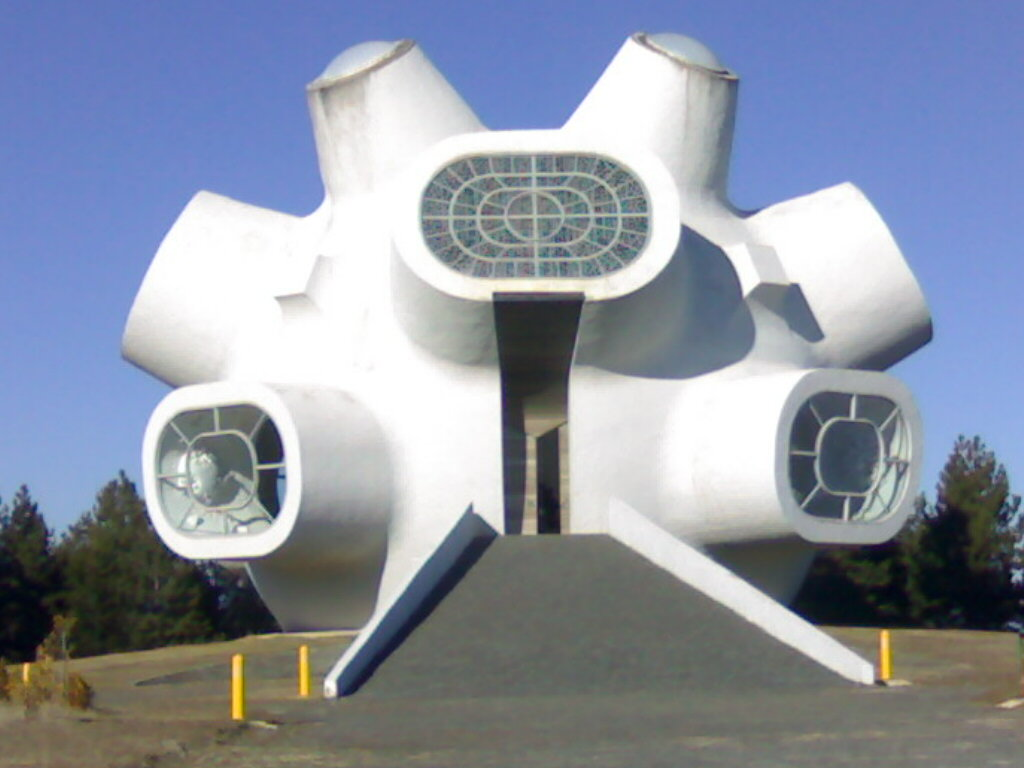
Le dôme.
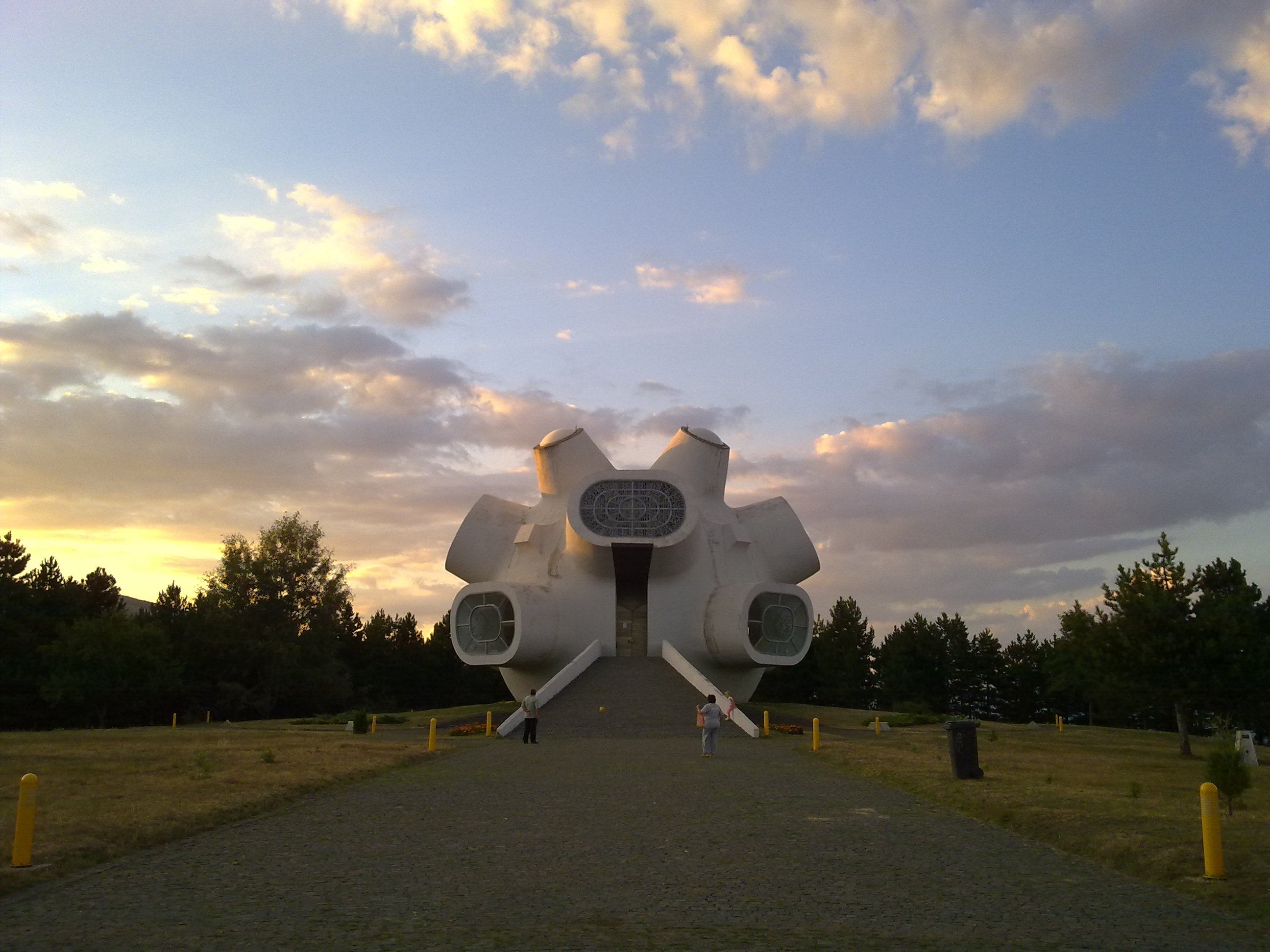
Le site au coucher du soleil.
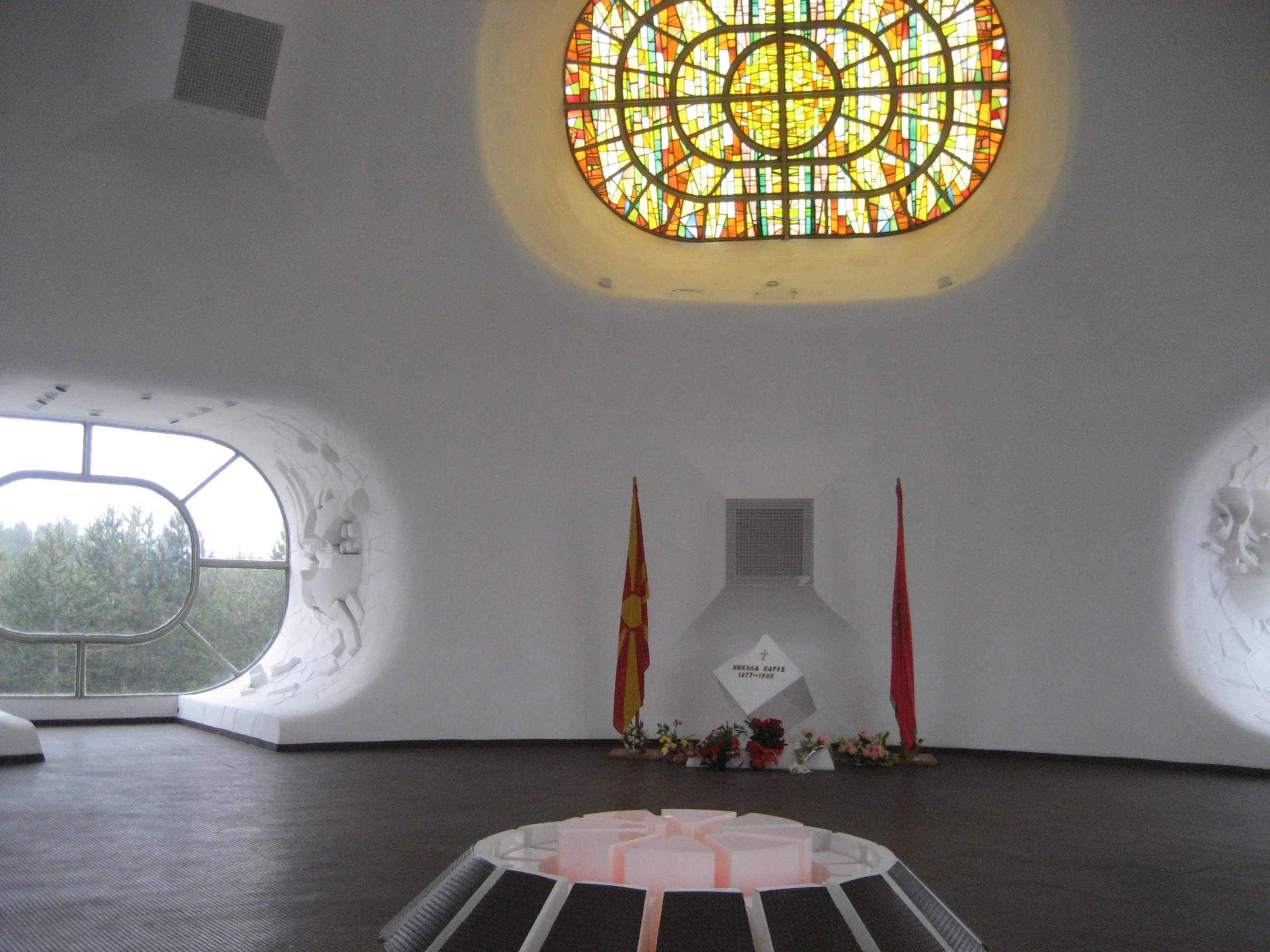
L'intérieur du dôme.